# Goult
Goult [ɡult] est une commune française située dans le département de Vaucluse, en région Provence-Alpes-Côte d'Azur.

## Géographie
Goult est une commune située au cœur du parc naturel régional du Luberon
Au nord du territoire de la commune se trouvent les Monts de Vaucluse avec les villages de Gordes et Saint-Pantaléon. À l'est, se trouvent les villages de Roussillon et Gargas, et au sud, en direction de la montagne du Luberon, les villages de Bonnieux, Lacoste et Ménerbes.
Le village est perché sur une colline au cœur de la vallée nord du petit Luberon, un château et un moulin reconstitué peuvent être aperçus au sommet.
Plusieurs hameaux peuvent être distingués sur le territoire de Goult : le hameau de Lumières, à proximité de la départementale 900 et le hameau de Saint Véran, au sud, en direction de Lacoste, sont les deux principaux.
| Gordes                     |         | Roussillon |
| Saint-Pantaléon Beaumettes | Goult   |            |
| Ménerbes                   | Lacoste | Bonnieux   |

### Accès et transports
La gare TGV la plus proche est la gare d'Avignon TGV tandis que la gare TER la plus proche est celle de l'Isle-sur-la-Sorgue. La commune est desservie par les sorties de l'autoroute A7 à Avignon sud ou Cavaillon.
On accède au village par route départementale D900 (ancienne nationale route nationale 100), route qui se dirige vers Apt, à l'est, quand on arrive en provenance d'Avignon, à l'ouest.

### Hameaux et lieux-dits

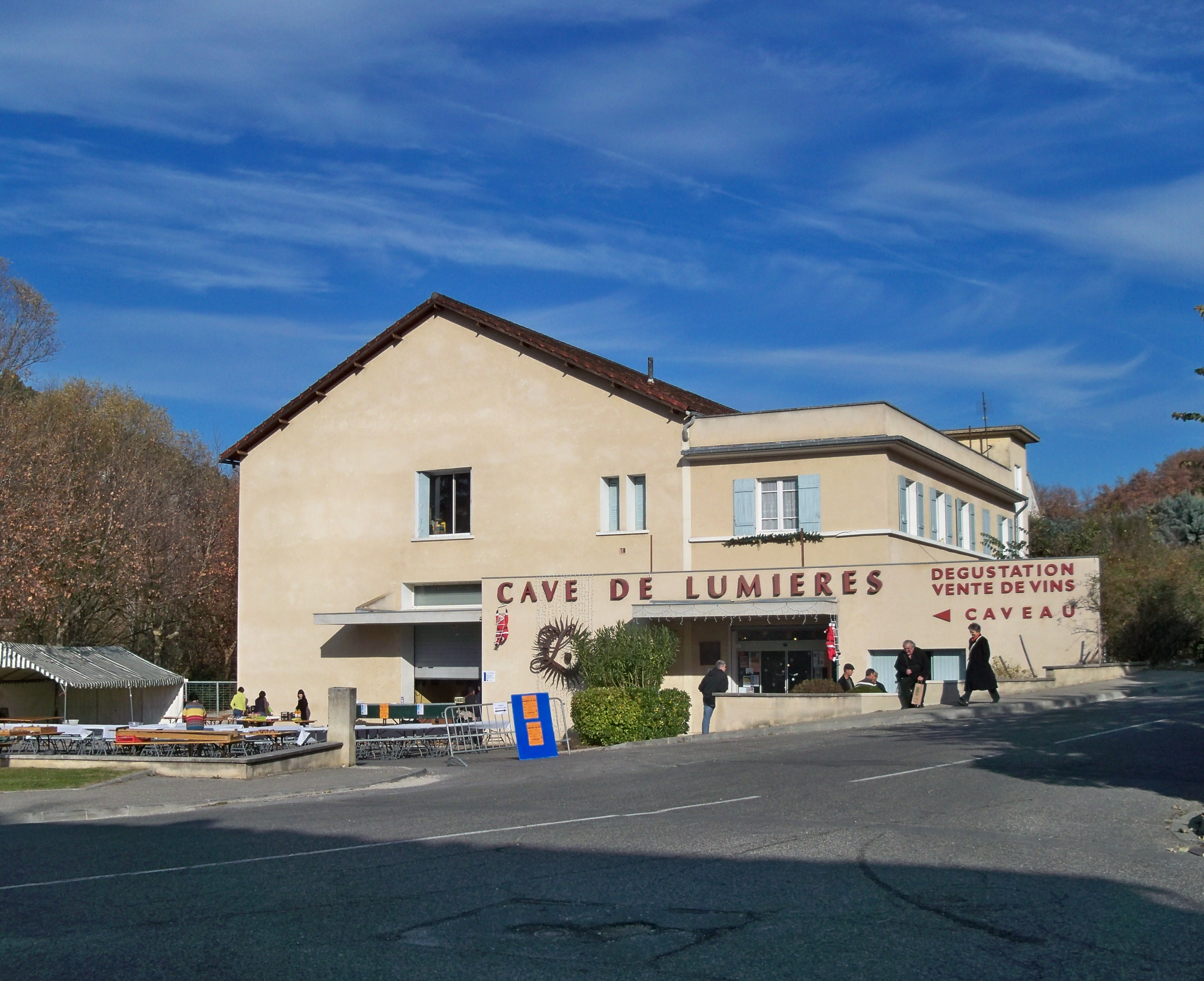
Cave coopérative de Lumières.

- Hameau de Lumières : construit autour du sanctuaire de Notre-Dame des Lumières et de la cave coopérative viticole, il compte également quelques commerces.

### Sismicité
À l'exception des cantons de Bonnieux, Apt, Cadenet, Cavaillon, et Pertuis classés en zone Ib (risque faible), tous les cantons du département de Vaucluse sont classés en zone Ia (risque très faible). Ce zonage correspond à une sismicité ne se traduisant qu'exceptionnellement par la destruction de bâtiments.

### Hydrographie

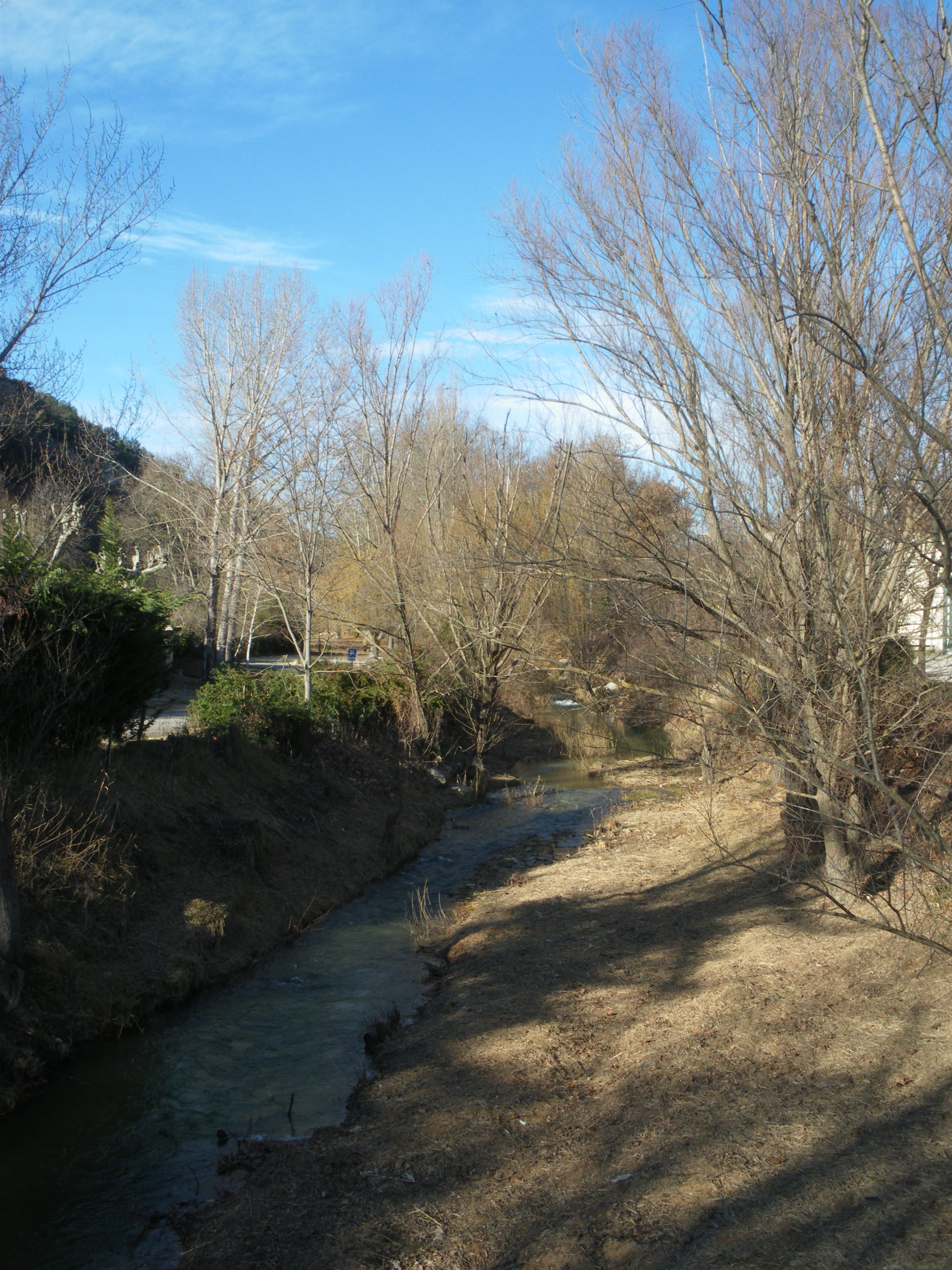
L'Imergue à Lumières.

La commune est arrosée par plusieurs rivières : le Calavon (ou Coulon), l'Imergue (affluent du Calavon) et un de ses affluents, la Roubine ainsi que la Riaille (affluent du Calavon).
Jusqu'en 1863, la traversée du Calavon, au niveau du hameau de Lumières, se faisait par le biais d'un passage à gué. Celui-ci, malaisé à basses eaux, devenait difficile, voire impossible à hautes eaux. Un pont est alors construit, après souscription des habitants de la commune. Les travaux auront lieu de 1864 à 1866. Détruit lors d'une crue, le 3 décembre 1872, il sera reconstruit trois ans plus tard. Plusieurs crues continueront à frapper le pont, jusqu'en 1909, date à laquelle une reconstruction, plus solide avec une travée métallique et non en bois, est décidée.

### Climat
Pour des articles plus généraux, voir Climat de Provence-Alpes-Côte d'Azur et Climat de Vaucluse.
En 2010, le climat de la commune est de type climat méditerranéen franc, selon une étude du Centre national de la recherche scientifique s'appuyant sur une série de données couvrant la période 1971-2000. En 2020, Météo-France publie une typologie des climats de la France métropolitaine dans laquelle la commune est exposée à un climat méditerranéen et est dans la région climatique  Provence, Languedoc-Roussillon, caractérisée par une pluviométrie faible en été, un très bon ensoleillement (2 600 h/an), un été chaud (21,5 °C), un air très sec en été, sec en toutes saisons, des vents forts (fréquence de 40 à 50 % de vents > 5 m/s) et peu de brouillards. 
Pour la période 1971-2000, la température annuelle moyenne est de 13,4 °C, avec une amplitude thermique annuelle de 17,1 °C. Le cumul annuel moyen de précipitations est de 688 mm, avec 6,1 jours de précipitations en janvier et 2,7 jours en juillet. Pour la période 1991-2020, la température moyenne annuelle observée sur la station météorologique de Météo-France la plus proche, « Cabrières d'Avignon », sur la commune de Cabrières-d'Avignon à 8 km à vol d'oiseau, est de 14,0 °C et le cumul annuel moyen de précipitations est de 696,9 mm. 
La température maximale relevée sur cette station est de 43,2 °C, atteinte le 28 juin 2019 ; la température minimale est de −15,2 °C, atteinte le 7 janvier 1985,,. 
Les paramètres climatiques de la commune ont été estimés pour le milieu du siècle (2041-2070) selon différents scénarios d'émission de gaz à effet de serre à partir des nouvelles projections climatiques de référence DRIAS-2020. Ils sont consultables sur un site dédié publié par Météo-France en novembre 2022.

## Urbanisme

### Typologie
Au 1er janvier 2024, Goult est catégorisée commune rurale à habitat dispersé, selon la nouvelle grille communale de densité à sept niveaux définie par l'Insee en 2022.
Elle appartient à l'unité urbaine d'Avignon, une agglomération inter-régionale regroupant 59  communes, dont elle est une commune de la banlieue,,. La commune est en outre hors attraction des villes,.

### Occupation des sols
L'occupation des sols de la commune, telle qu'elle ressort de la base de données européenne d’occupation biophysique des sols Corine Land Cover (CLC), est marquée par l'importance des territoires agricoles (69,6 % en 2018), une proportion sensiblement équivalente à celle de 1990 (69,8 %). La répartition détaillée en 2018 est la suivante : 
cultures permanentes (28,8 %), forêts (26,6 %), zones agricoles hétérogènes (22,3 %), terres arables (18,5 %), zones urbanisées (2,2 %), milieux à végétation arbustive et/ou herbacée (1,5 %). L'évolution de l’occupation des sols de la commune et de ses infrastructures peut être observée sur les différentes représentations cartographiques du territoire : la carte de Cassini (XVIIIe siècle), la carte d'état-major (1820-1866) et les cartes ou photos aériennes de l'IGN pour la période actuelle (1950 à aujourd'hui).

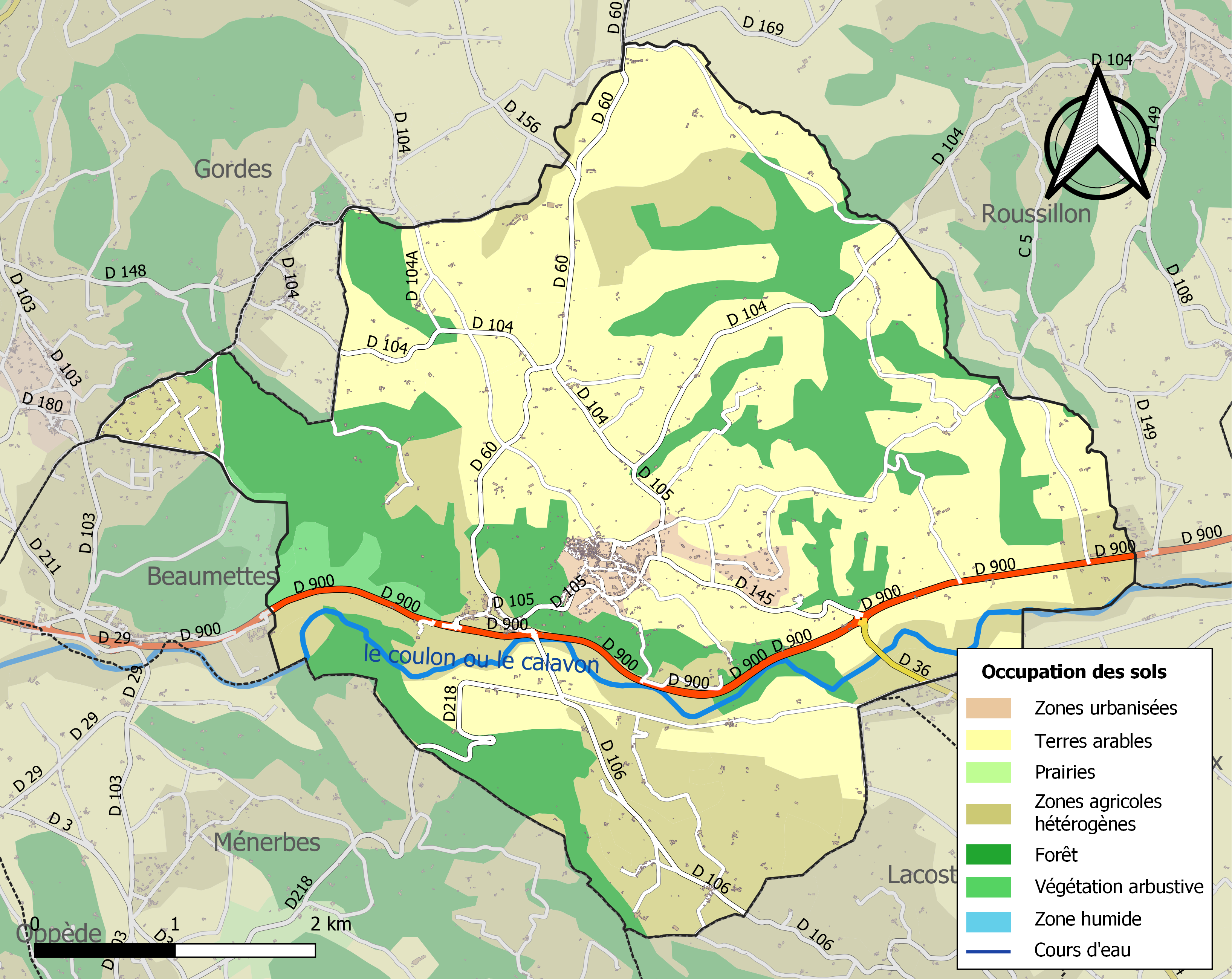
Carte des infrastructures et de l'occupation des sols de la commune en 2018 (CLC).

## Toponymie
D'après Albert Dauzat et Charles Rostaing, ce toponyme provient du nom d'homme germanique Agoald, *Agiowald (Castrum Agoldi 1031-1032).
L'origine est la même que pour le mont Aigoual.

## Histoire

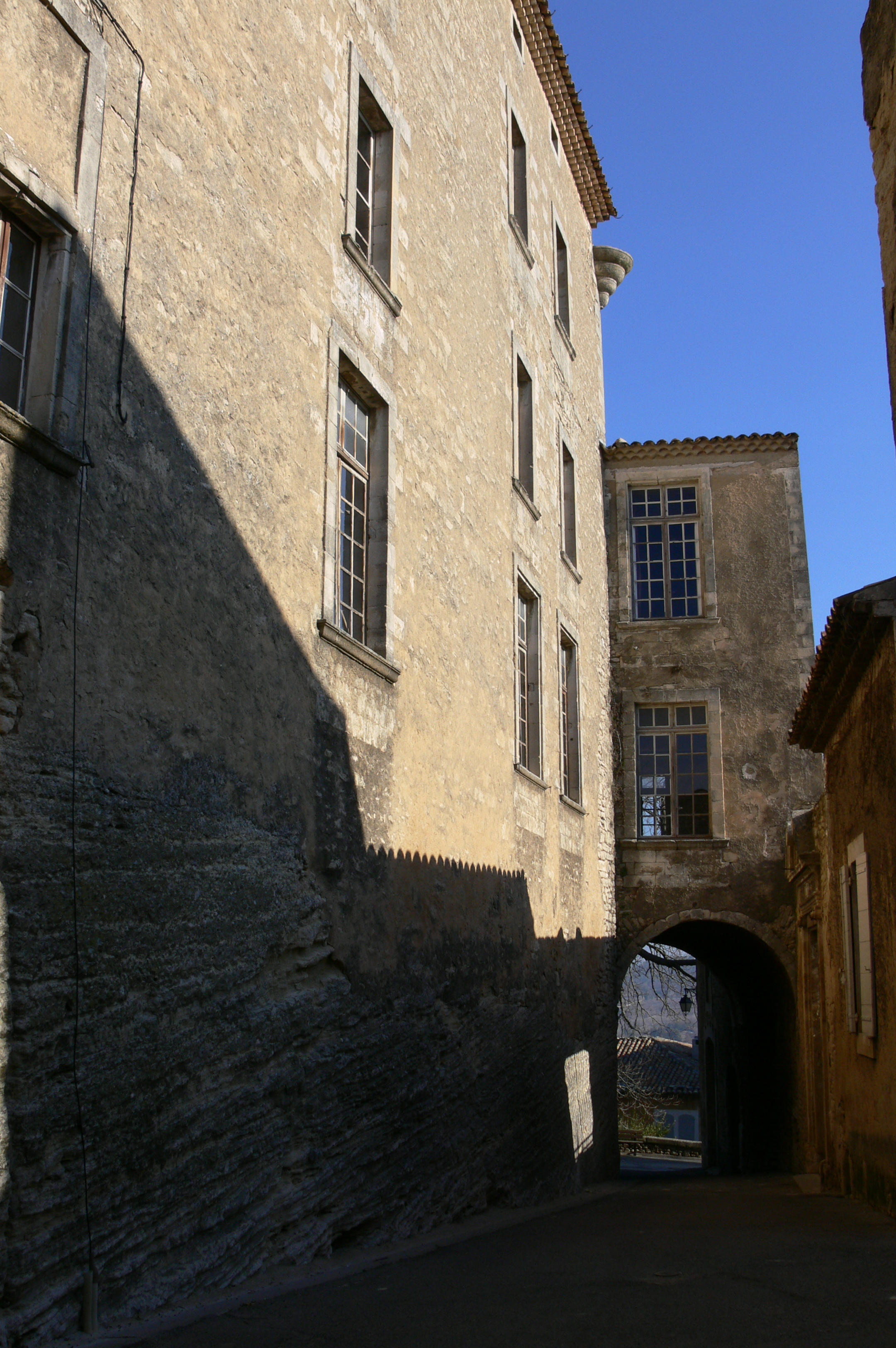
Rue du Château.

### Préhistoire et antiquité
Les pointes de flèches, les haches polies et les maillets à rainures retrouvés autour du Coulet Rouge attestent que les hommes du Néolithique ont parcouru le territoire de l'actuelle commune. Durant cette période, une importante agriculture se développait sur les rives du Calavon. Les spécialistes ont rattaché ces occupations à la civilisation lagozienne après la découverte d’un grand fragment de stèle anthropomorphe représentant une face à deux nez et trois yeux, sans doute la représentation d’une divinité. Le dolmen de l’Ubac,sur la rive gauche du Calavon, atteste de l'occupation du territoire dès le Néolithique.
Si l’on en juge par les vestiges gallo-romains mis au jour (autel aux Nymphes et à Sylvain, urnes, poteries, lampes et objet de verre), une villa devait occuper le site.

### Haut Moyen Âge
Le premier seigneur de Goult est Guillaume, qui s’installe sur un domaine ayant appartenu à Fouquier/Foucher de Valensole. Ce fils de Humbert de Caseneuve prendra comme patronyme le nom de son fief Agoldi (castrum Agoldi, 1031). Le nouveau seigneur fait édifier un sanctuaire à Saint-Michel puisqu’en 1084, le pontife Grégoire VII désigne dans une de ses bulles « in Episcopalu Cavalicensis, cellam S. Michaelis in balma Agoldi ». Cette chapelle (trop et mal restaurée) se situe dans les hauts du parc de Notre-Dame de Lumières. À peu de distance, sous la falaise, se trouve une borie effondrée où l’on peut voir une cuve vinaire rupestre et son fouloir.

### Bas Moyen Âge
Au XIIe siècle, le fief de Goult est revendiqué par Guillaume de Sabran, le nouveau comte de Forcalquier, auprès de son cousin Alphonse d’Aragon, comte de Provence. Cette exigence faisait suite au mariage, en 1193, de Gersande de Sabran et d’Alphonse II d’Aragon qui prévoyait l’union des comtés de Provence et de Forcalquier.
C’est à cette période qu’est construit Saint-Pierre, l’église du village, dont le mur pignon est orné d’une tête de bovidé, et Saint-Véran, dédié à l’évêque de Cavaillon.
Le XIIIe siècle va d’abord voir la confirmation de cette seigneurie aux Agoult par un acte pris en 1224 par Raymond Béranger V, comte de Provence, avant de passer par alliance, en 1284, à Bertrand des Baux. En 1301, celui-ci accorde à ses villageois le droit de nommer quatre syndics. Trois quarts de siècle plus tard, son descendant François des Baux, en rébellion contre la reine Jeanne, se fait confisquer ce fief avec toutes ses possessions provençales. Durant cette période le nom du village évolue d’Agoldo (1277) vers Agouto qui sera utilisé de 1311 à 1526.
Pierre de Sault (?-av.1356), baile de Sisteron (1355), fut jurisconsulte, chevalier, originaire d'Aix et seigneur de Goult. Il apparut à Aix à la suite de son mariage avec Jacobée, fille du riche drapier Aixois, François Mensure. Une de ses filles, Philippa, fut mariée au chevalier Blacas de Beaudinard et une autre au maitre rational Raymond de Crota.
Au XIVe siècle, s'installe une importante industrie de verrerie. La qualité du résultat de cette industrie lui valut la protection du Roi René.

### Renaissance
Les XVe et XVIe siècles sont marqués par une valse des seigneurs. Reviennent d’abord les Agoult-Simiane, puis le fief passe aux Sade et enfin aux Donis d'origine florentine.
Ces deux dernières familles vont se heurter aux hérétiques et réformés de la vallée du Calavon.
Entre 1528 et 1533, Paul de Sade devient le bras armé du sinistre inquisiteur Jean de Roma, nommé par Clément VII pour extirper l'hérésie vaudoise de la vallée du Calavon et du Luberon. Les deux hommes y gagnèrent une réputation de bouchers.
En 1563, les Donis doivent défendre leur seigneurie contre une incursion des huguenots venus de la Valmasque, entre Bonnieux et Ménerbes. C’est à cette époque – vers 1538 – que l’on prend l’habitude d’élider le A d’Agoult et que le village est désormais appelé Goult.

### Période moderne
Louis XIV, en 1659, sur la sollicitation de Jean-Baptiste Donis, érige sa terre de Beauchamp en marquisat.
Le territoire de la commune fut sous la gouverne de plusieurs châteaux. Le plus ancien et le plus élevé fut celui de Babilony, en dessus de Bon Repos, construit au XIIIe siècle, il a été restauré de fond en comble par les Donis en 1805. Le château de Maricamp, utilisé comme résidence seigneuriale au XVIIIe siècle, jouxte la voie Domitienne (R.N. 100).

### Période contemporaine
En réaction au coup d'Etat du 2 décembre 1851 de Louis-Napoléon Bonaparte, les républicains du Luberon et du pays d'Apt s'insurgent. Le lundi 8 décembre 1851, la colonne insurrectionnelle partie d'Apt au matin, s'arrête dans la commune de Goult, au hameau de Lumières. Auparavant, un détachement de cent cinquante insurgés se présente devant le maire Demarre pour réquisitionner les fusils de la garde nationale. Auguste Saunier et Frédéric Carbonnel, président de « la Montagne » à Goult insistent auprès du maire pour que leur soit remis les douze fusils entreposés à la mairie. Le maire, « défenseur de l'ordre », s'opposent aux Montagnards de Goult qui lui posent la question légitime de la représentation du pouvoir déchu au niveau communal. En effet, le maire conservateur se défend, et s'en remet aux décisions de l'autorité bonapartiste, autorité illégale devant la Constitution de 1848. Les Montagnards de Goult se joignant à la colonne insurrectionnelle sont Pharon Combe, Adrien Molinas, Jean Baptiste Soultzard, Louis Lavigne, Siffroi Eymard, Porte, épicier, Joseph Bremond, Simon Brémond, Joseph Ferdinand Grangier, Camille Granier, Mouret qui est le recruteur de « la Montagne » à Goult, Marius Bouchard, Marius Rey, Lambert Berlinguet, Balthazar Pare, Antoine Louet, cultivateur et Henri Granier cafetier, chez qui « la Montagne » se réunit constamment. Joseph Briand, cultivateur déclare qu’il faudra brûler tous les registres des notaires et des conservations des hypothèques ». À la nuit tombante, Frédéric Carbonnel accompagné par deux hommes armés annonce au maire de Goult, « qu'une troupe très nombreuse est arrivée à Lumières et l'attend pour délivrer des bons de subsistance ». Le porte drapeau exhibe un ordre écrit et signé par Creste et Seymard, pour que le maire se rende immédiatement à Lumières. Le maire se rend sous la contrainte à Lumières et aperçoit « une troupe composée d'environ 800 hommes chantant la Marseillaise et criant vive la République ». Le président étant déchu, tous les moyens sont mis en œuvre pour obtenir le rétablissement de la République, dans le cadre prescrit par la Constitution de 1848. Ces actes ne sont en aucun cas des pillages, le respect strict des personnes et des biens est observé par les insurgés. Les sommes dues aux aubergistes sont réglées par des bons, ce qui prouve la pratique légale des commandants de la colonne ainsi que le sens très clair de cette insurrection : défendre la République.

### Le village vu par des ethnologues

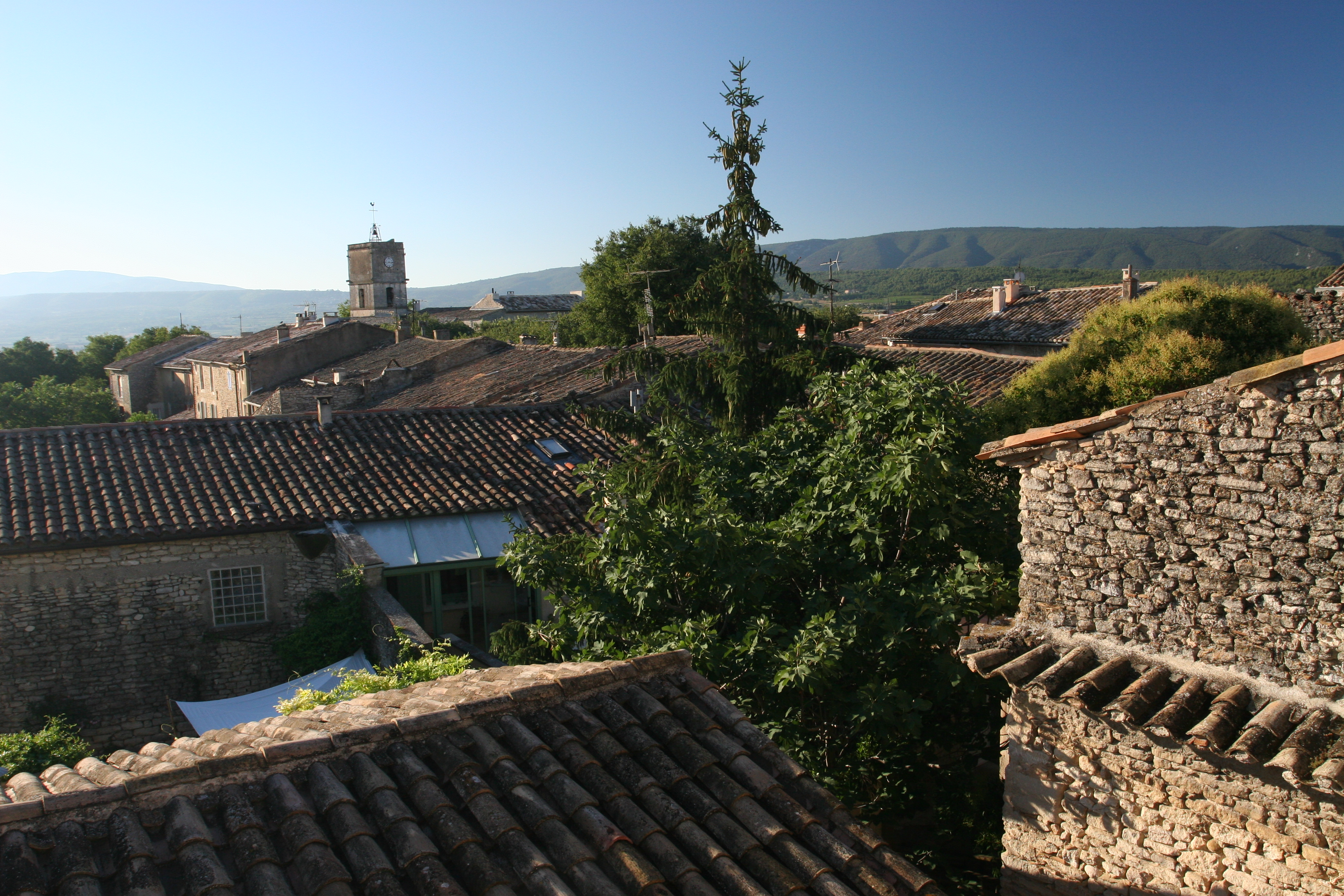
Les toits de Goult et Luberon.

En 1970, des étudiants en ethnologie dans le cadre du CERESM, mis en place part l'université de Provence d'Aix-en-Provence, ont étudié le village tant au point de vue de ses spécificités environnementales que matrimoniales.
Goult est défini comme un « village du type classique perché » puisque établi sur un piton, à l'extrémité occidentale du bassin d'Apt, et dominant un ensemble de terroirs aux possibilités variés. Ils notent aussi son évolution à travers l'existence de deux places, celle de l'Ancienne-Poste et celle de la Libération, qui témoignent du déplacement des zones d'habitat et par conséquent des centres du village.
Non seulement le nombre de mariages ne diminue pas, mais tend même à augmenter grâce à l'activité agricole importante qui s'y pratique. De plus, une comparaison de 1900 à 1970 a démontré que le nombre d'unions contractées au-delà d'un rayon de 50 km restait stable (1/6 des mariages).
Le rôle attractif est joué par Apt et ensuite par des zones au développement agricole important : cantons de Bollène, Valréas, Bédarrides, Beaumes-de-Venise, L'Isle-sur-la-Sorgue et Cavaillon. Ce qui a permis aux chercheurs d'expliquer que ces unions matrimoniales :
« Avec le réseau d'alliances et de relations sociales qu'elles entraînent, facilitent l'échange des informations et des innovations techniques, économiques, mais aussi bien politiques ou culturelles. Loin d'affaiblir la structure sociale villageoise, elles la renforcent ou la maintiennent embrayée sur l'évolution de la société globale »[réf. nécessaire].
À l’inverse, l'implantation de résidences secondaires occupées par des Marseillais ou des Parisiens, voire des Anglo-Saxons, des Suisses, des Belges ou des Allemands, a pris souvent un caractère conflictuel et perturbateur qui se traduit, dans la grande majorité des cas, par une absence de mariage avec ces personnes extérieures au village[réf. nécessaire].

## Politique et administration

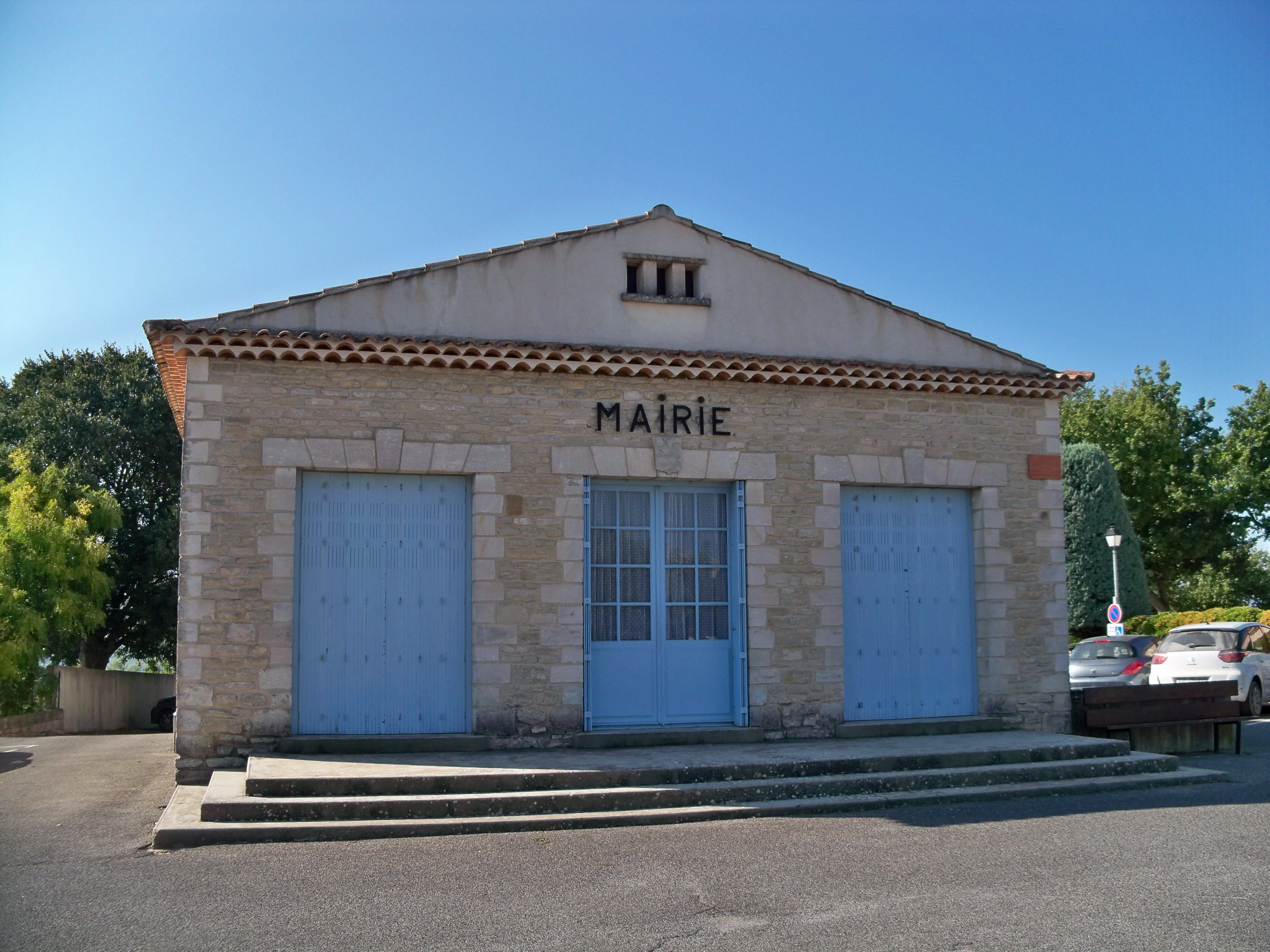
Mairie de Goult.

### Liste des maires
De 1789 à 1799, les agents municipaux (maires) sont élus au suffrage direct pour deux ans et rééligibles, par les citoyens actifs de la commune, contribuables payant une contribution au moins égale à trois journées de travail dans la commune. Sont éligibles ceux qui paient un impôt au moins équivalent à dix journées de travail.
De 1799 à 1848, La constitution du 22 frimaire an VIII (13 décembre 1799) revient sur l’élection du maire, les maires sont nommés par le préfet pour les communes de moins de 5 000 habitants. La Restauration instaure la nomination des maires et des conseillers municipaux. Après 1831, les maires sont nommés (par le roi pour les communes de plus de 3 000 habitants, par le préfet pour les plus petites), mais les conseillers municipaux sont élus pour six ans.
Du 3 juillet 1848 à 1851, les maires sont élus par le conseil municipal pour les communes de moins de 6 000 habitants.
De 1851 à 1871, les maires sont nommés par le préfet, pour les communes de moins de 3 000 habitants et pour 5 ans à partir de 1855.
Depuis 1871, les maires sont élus par le conseil municipal à la suite de son élection au suffrage universel.
| Période                                  | Période   | Identité       | Étiquette | Qualité                                                        |
| ---------------------------------------- | --------- | -------------- | --------- | -------------------------------------------------------------- |
| 1945                                     | 1971      | Lucien Montret | PCF       | Conseiller général                                             |
| mars 1971                                | juin 1995 | René Richard   | PCF       | Agriculteur Conseiller général du canton de Gordes (1976-1994) |
| juin 1995                                | mars 2001 | Alain Heckmann | DVG       | Kiné                                                           |
| mars 2001                                | En cours  | Didier Perello | DVD       | Professeur                                                     |
| Les données manquantes sont à compléter. |           |                |           |                                                                |

### Instances administratives et judiciaires
Goult est une des huit communes du canton de Gordes qui totalise 4 833 habitants en 2008. Le canton fait partie de l'arrondissement d'Apt depuis 1801 (sauf de 1926 à 1933 où ce fut Cavaillon) et de la cinquième circonscription de Vaucluse depuis 2010 (avant l'ordonnance no 2009-935 du 29 juillet 2009 elle appartenait à la deuxième circonscription de Vaucluse). Goult fait partie du canton de Gordes depuis 1793.
Goult fait partie de la juridiction d’instance d’Apt et de grande instance, de prud'hommale, de commerce et d'affaires de Sécurité sociale d’Avignon.

### Fiscalité
| Taxe                                                | Part communale | Part intercommunale | Part départementale | Part régionale |
| --------------------------------------------------- | -------------- | ------------------- | ------------------- | -------------- |
| Taxe d'habitation (TH)                              | 10,90 %        | 0,00 %              | 7,55 %              | 0,00 %         |
| Taxe foncière sur les propriétés bâties (TFPB)      | 16,00 %        | 0,00 %              | 10,20 %             | 2,36 %         |
| Taxe foncière sur les propriétés non bâties (TFPNB) | 32,00 %        | 0,00 %              | 28,96 %             | 8,85 %         |
| Taxe professionnelle (TP)                           | 00,00 %        | 18,00 %             | 13,00 %             | 3,84 %         |

La part régionale de la taxe d'habitation n'est pas applicable.
La taxe professionnelle est remplacée en 2010 par la cotisation foncière des entreprises (CFE) portant sur la valeur locative des biens immobiliers et par la contribution sur la valeur ajoutée des entreprises (CVAE) (les deux formant la contribution économique territoriale (CET) qui est un impôt local instauré par la loi de finances pour 2010).

### Budget et fiscalité 2016
En 2016, le budget de la commune était constitué ainsi :
- total des produits de fonctionnement : 1 201 000 €, soit 1 010 € par habitant ;
- total des charges de fonctionnement : 856 000 €, soit 720 € par habitant ;
- total des ressources d’investissement : 664 000 €, soit 559 € par habitant ;
- total des emplois d’investissement : 315 000 €, soit 265 € par habitant.
- endettement : 457 000 €, soit 385 € par habitant.

Avec les taux de fiscalité suivants :
- taxe d’habitation : 10,80 % ;
- taxe foncière sur les propriétés bâties : 16,00 % ;
- taxe foncière sur les propriétés non bâties : 26,00 % ;
- taxe additionnelle à la taxe foncière sur les propriétés non bâties : 0,00 % ;
- cotisation foncière des entreprises : 0,00 %.

Chiffres clés Revenus et pauvreté des ménages en 2014 : Médiane en 2014 du revenu disponible, par unité de consommation : 19 992 €.

### Jumelages
Gueberschwihr (France) depuis 1986, commune de 838 habitants en 2015 située dans le département de Haut-Rhin en région Alsace.

## Population et société

### Démographie
Les habitants de la commune sont appelés les Goultois.

#### Évolution démographique
Le recensement de 1826, qui ne serait qu'une réactualisation de celui de 1821, n'a pas été retenu.

Le recensement de 1871 a été, pour cause de guerre, repoussé à l'année 1872.

Le recensement de 1941, réalisé selon des instructions différentes, ne peut être qualifié de recensement général, et n'a donné lieu à aucune publication officielle.

Les résultats provisoires du recensement par sondage annuel réalisé en 2004, 2005 et 2006 selon les communes sont tous, par convention, affichés à 2006.

L'évolution du nombre d'habitants est connue à travers les recensements de la population effectués dans la commune depuis 1793. Pour les communes de moins de 10 000 habitants, une enquête de recensement portant sur toute la population est réalisée tous les cinq ans, les populations de référence des années intermédiaires étant quant à elles estimées par interpolation ou extrapolation. Pour la commune, le premier recensement exhaustif entrant dans le cadre du nouveau dispositif a été réalisé en 2007.

En 2022, la commune comptait 1 067 habitants, en évolution de −4,13 % par rapport à 2016 (Vaucluse : +1,73 %, France hors Mayotte : +2,11 %).
| 1793  | 1800  | 1806  | 1821  | 1831  | 1836  | 1841  | 1846  | 1851  |
| ----- | ----- | ----- | ----- | ----- | ----- | ----- | ----- | ----- |
| 1 155 | 1 000 | 1 147 | 1 271 | 1 321 | 1 316 | 1 342 | 1 457 | 1 552 |

| 1856  | 1861  | 1866  | 1872  | 1876  | 1881  | 1886  | 1891  | 1896  |
| ----- | ----- | ----- | ----- | ----- | ----- | ----- | ----- | ----- |
| 1 587 | 1 619 | 1 634 | 1 560 | 1 597 | 1 289 | 1 247 | 1 166 | 1 223 |

| 1901  | 1906  | 1911  | 1921 | 1926  | 1931  | 1936  | 1946  | 1954 |
| ----- | ----- | ----- | ---- | ----- | ----- | ----- | ----- | ---- |
| 1 102 | 1 022 | 1 044 | 901  | 1 002 | 1 016 | 1 050 | 1 017 | 958  |

| 1962 | 1968 | 1975  | 1982  | 1990  | 1999  | 2006  | 2007  | 2012  |
| ---- | ---- | ----- | ----- | ----- | ----- | ----- | ----- | ----- |
| 898  | 945  | 1 051 | 1 109 | 1 281 | 1 285 | 1 217 | 1 207 | 1 147 |

| 2017  | 2022  | - | - | - | - | - | - | - |
| ----- | ----- | - | - | - | - | - | - | - |
| 1 099 | 1 067 | - | - | - | - | - | - | - |

### Enseignement
La commune possède une école primaire publique, les élèves sont ensuite affectés au collège et au lycée Charles-de-Gaulle d'Apt.

## Économie

### Agriculture

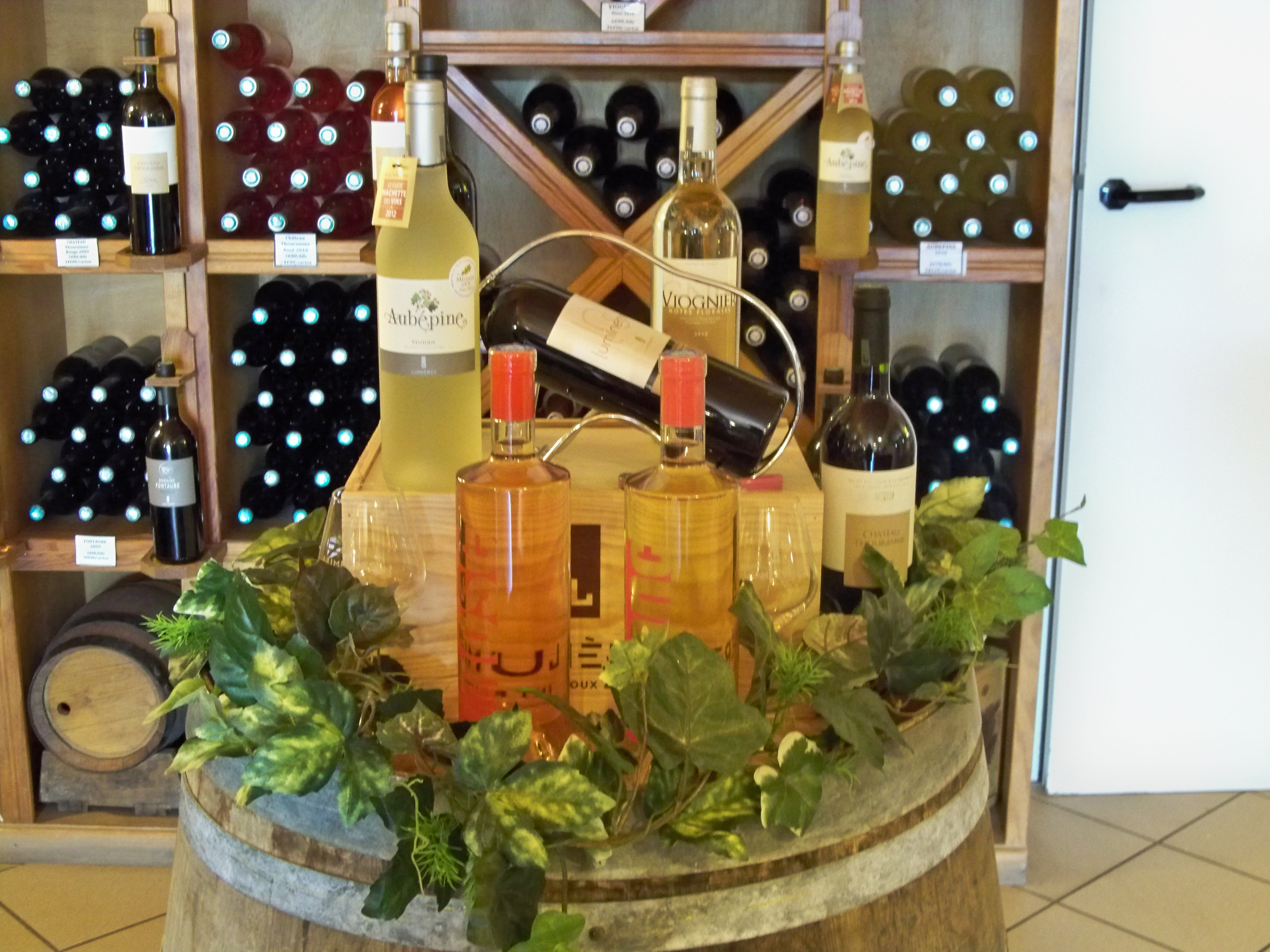
Production de la cave coopérative de Lumières.

La commune produit des vins AOC ventoux et côtes-du-luberon. Les vins qui ne sont pas en appellation d'origine contrôlée peuvent revendiquer, après agrément le label Vin de pays d'Aigues

### Tourisme
Comme l'ensemble des communes du Luberon, le tourisme joue un rôle, directement ou indirectement, dans l'économie locale.
On peut considérer trois principales sortes de tourisme en Luberon. Tout d'abord, le tourisme historique et culturel qui s'appuie sur un patrimoine riche des villages perchés ou sur des festivals. Ensuite, le tourisme détente qui se traduit par un important développement des chambres d'hôtes, de l'hôtellerie et de la location saisonnière, par une concentration importante de piscines et par des animations comme des marchés provençaux. Enfin, le tourisme vert qui profite des nombreux chemins de randonnées et du cadre protégé qu'offrent le Luberon et ses environs.

## Culture locale et patrimoine

### Lieux et monuments
- Dolmen de l'Ubac.

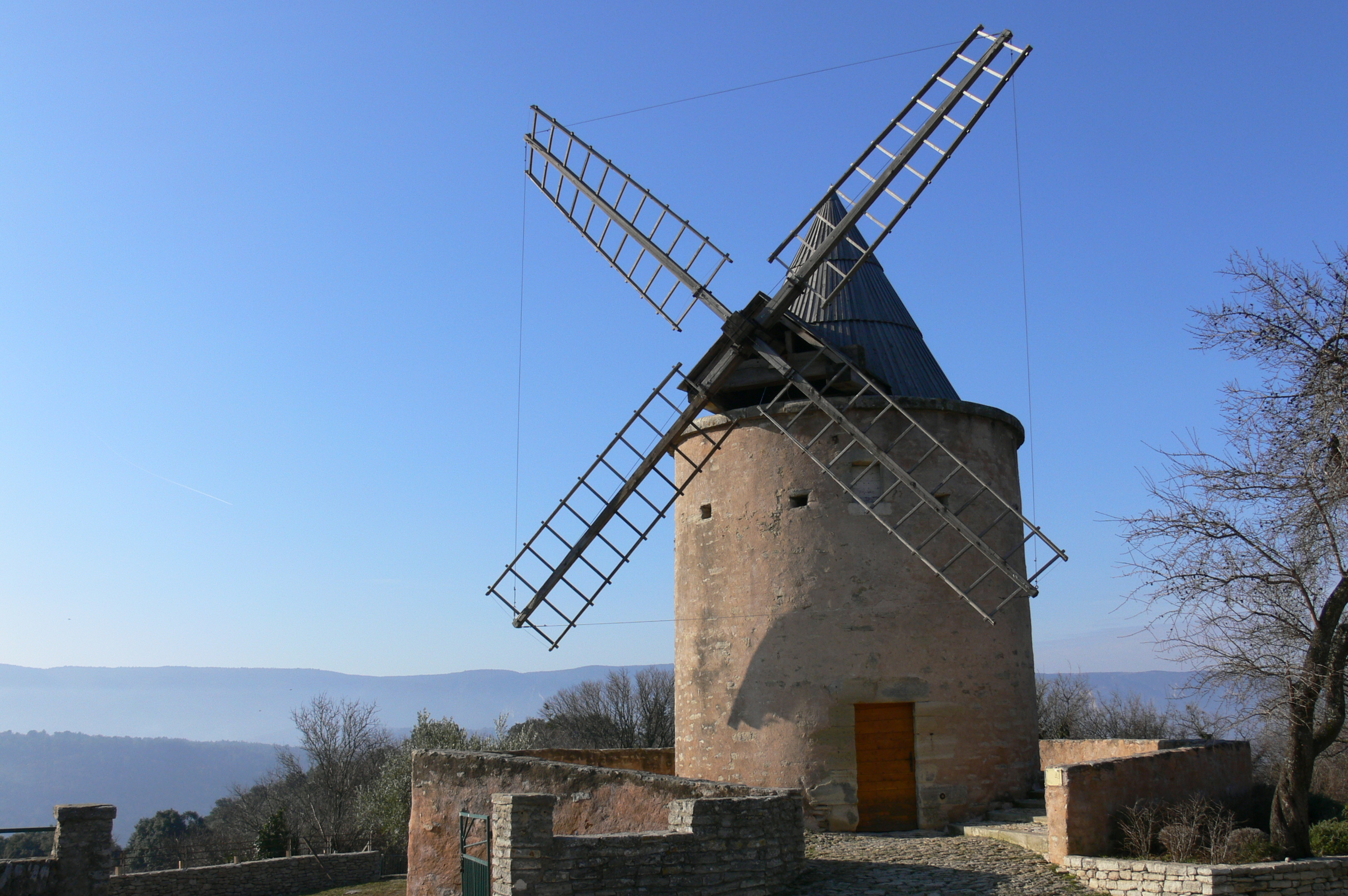
Le moulin de Jérusalem.

- Borne romaine qui a été dégagée avec d'autres vestiges lors de la crue du Calavon en 1994.
- Tour de l'Horloge.
- Vieux quartier avec ruelles[53], jolies maisons et boutiques d'artisanat provençal.
- Fontaine avec lavoir (eau de source), lieu-dit la Ferraille[54].
- La citerne du Conservatoire des Terrasses[55].
- Monument aux morts[56].

#### Moulin de Jérusalem
Ce moulin à vent est situé en haut du village, derrière le château. Il figure dès 1750 sur le cadastre de Cassini où il porte le nom de Tré Casteau (hors du château).
Il prendra par la suite le nom du quartier dit de Jérusalem, vraisemblablement en mémoire des croisades où allèrent guerroyer les seigneurs du lieu d'Agoult. Il a été restauré par l'APARE. Son site offre une vue exceptionnelle sur la vallée du Calavon.

#### Anciens remparts
Le vieux village, dominé par son château, était protégé par une enceinte fortifiée et des fossés. Ceux de la partie septentrionale, toujours visibles, ont été creusés dans le rocher. Les remparts s'ouvraient par des poternes ainsi que par trois portes à herse remaniées aux XVe et XVIe siècles.

#### ÉgliseSaint-Sébastien
De style roman, elle a été édifiée au cours du XIIe siècle. À l'intérieur, son retable baroque est remarquable et le siège de célébrant (chaire d'officiant) est de l'époque Louis XIII. L'édifice a été inscrit au titre des monuments historiques en 1929.

#### Château
Ce château, actuellement privé, a appartenu à la famille d'Agoult. Il fut construit au XIIIe puis remanié aux XVIIe et XIXe siècles.

#### Notre-Dame de Lumières

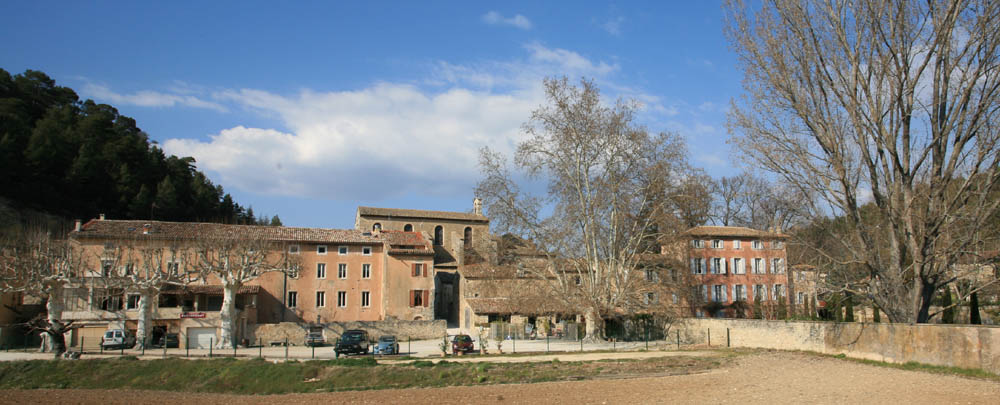
Lumières.

À deux kilomètres du village, en contrebas, se trouve le hameau de Lumières, lieu de pèlerinage avec un sanctuaire, et une chapelle datant du XVIIe siècle.
En 1664, après l'apparition de miraculeuses lumières (qui vont soigner un homme d'une éventration) près de la chapelle de la Baume, l’ordre religieux des Carmes s'intéresse au lieu.
En 1699, Jean-Baptiste de Sade, évêque de Cavaillon, dédiait, au bas du village, un sanctuaire à Notre-Dame de l’Éternelle Lumière. Il est plus simplement nommé de nos jours Notre-Dame de Lumières. C’est un lieu de pèlerinage où la statue d’une Vierge Noire est chaque année montée en procession, le 15 août, jusqu’à Saint-Michel de la Baume.
Jules Courtet est l’un des premiers à avoir expliqué le sens de cette cérémonie : « Cette tradition pourrait remonter aux temps du paganisme, car les peuples allaient invoquer saint Michel, le gardien des âmes, sur les montagnes où ils adressaient autrefois leurs hommages à Mercure, le conducteur des âmes aux Enfers ».

#### Chapelle romane de Saint-Véran

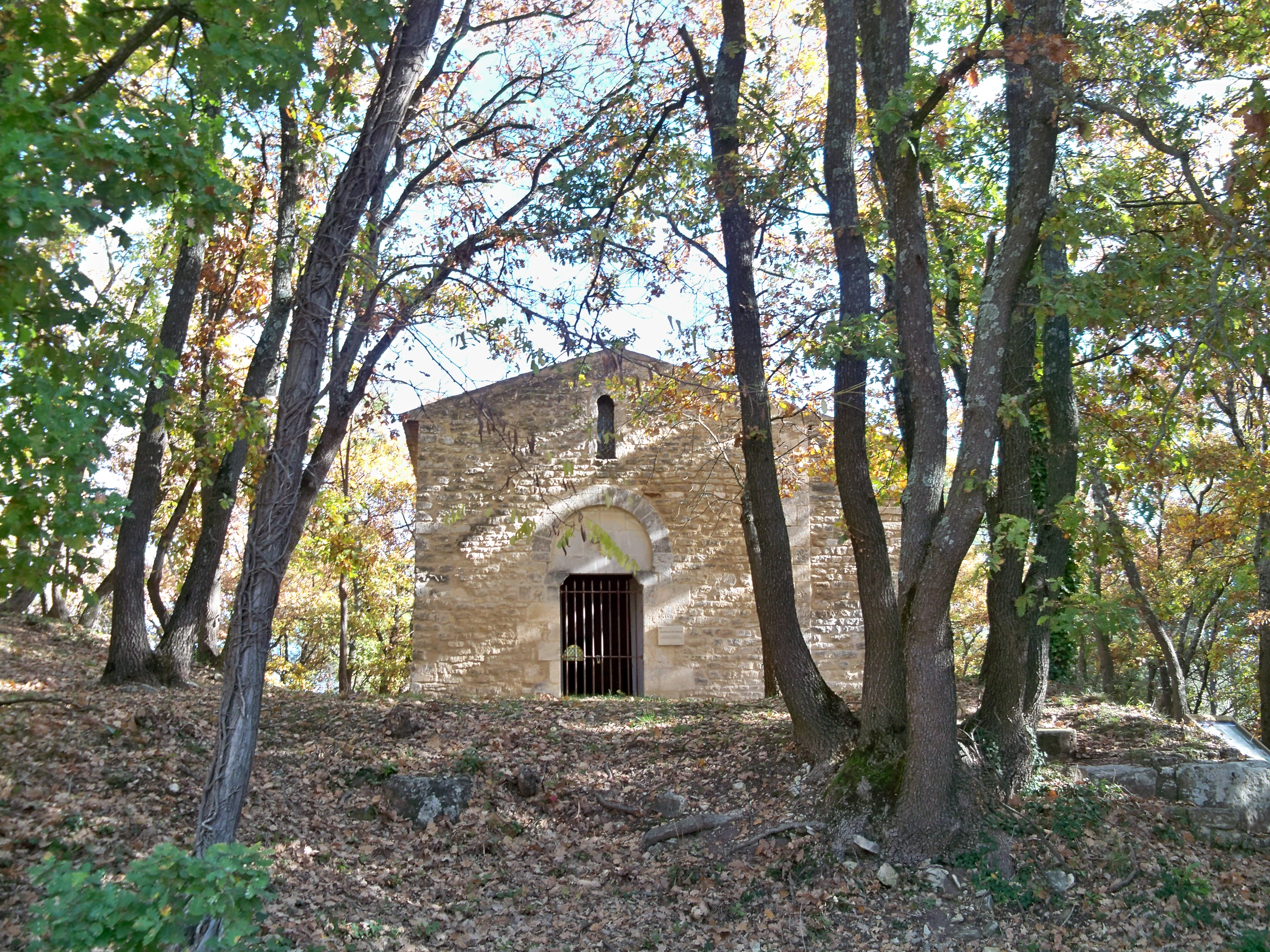
Chapelle Saint-Véran.

Située sur la rive gauche du Calavon, au pied de la colline des Artèmes, cette chapelle a été défigurée par une restauration du XVIIIe siècle. Dans la tradition des églises du XIe-XIIe, son abside est plus élevée que sa nef et sa corniche intérieure comporte un décor torsadé et en pointe de diamant. L'édifice roman originel à nef unique s'achève sur une abside en cul-de-four. Il a servi de sépulture. Les fouilles ont mis au jour, au seuil de l'entrée nord, une tombe où se trouvait un squelette dont le crâne était entouré d'un « aménagement de pierres » connu sous le nom de loge céphalique. Près de celui-ci avait été placé un « dépôt votif » monétaire de cinq pièces de monnaie melgoriennes. Elles sont datables de la fin du XIIe siècle / début du XIIIe siècle.

#### Dolmen de l'Ubac
C'est la seconde sépulture de ce type découverte dans le Vaucluse après celui de la Pitchoune à Ménerbes. Il est situé à l'extrémité de la plaine de Marican sur la rive gauche du Calavon. Sa découverte fortuite, après une importante crue du torrent en 1995, a fait ouvrir un chantier de fouilles dirigé par Gérard Sauzade et Jacques Buisson-Catil. Ils ont mis au jour, sous deux dalles de couverture reposant sur des parois latérales en pierres sèches, la tombe de quatre individus inhumés là au Néolithique.

#### Cabanes en pierre sèche
Il existe nombre de cabanes de pierres sèches ou bories regroupées près de Saint-Véran et aux Baquis.

### Vie pratique - Commerces
Un document municipal, daté du 24 juillet 1866, fait état de l'importance des relations entre le village et les deux principales villes voisines :
« Les marchés d'Apt et de Cavaillon sont très fréquentés par les habitants de cette commune qui y conduisent leurs bestiaux ».
Goult dispose de sa propre poste.
Marché : tous les jeudis de 8 h à 13 h, rue de la République.
Commerces et services de proximité dans le village : boucheries, épicerie, bar-restaurant, café-brasserie, boulangerie, salon de coiffure, pharmacie (à Lumières)
Divers : fromagerie, domaines viticoles, petit cinéma de quartier dans la salle des fêtes.

### Personnalités liées à la commune
- Clotilde Joano (1932-1974), actrice, y est inhumée dans le cimetière communal.
- Pierre Le Rolland (1920-2009), militant de Combat Zone Nord, a vécu à Goult à compter de 1984.
- Gustaf Sobin (1935-2005), poète et écrivain américain, résident, y est mort.
- Jean-Denis Bredin (1929-2021), professeur de droit, avocat, écrivain et académicien français, y est inhumé dans le cimetière communal.

### Héraldique
| Blason de Goult | Les armes peuvent se blasonner ainsi : avant 1998 : D'azur au lion d'or, à la bande cousue de gueules chargée de trois croissants aussi d'or, brochant sur le tout. Aujourd'hui : D'or à la bande d'azur chargée de trois croissants d'argent accompagné en chef d'un lion d'azur lampassé de gueules et en pointe d'un loup ravissant d'azur, lampassé, armé et vilené de gueules. |  |